# Inverarish
Inverarish är den största orten på ön Isle of Raasay i Highland, Skottland. Byn är belägen 10 km från Portree. Det har ett museum, samhällssal, grundskola, två kyrkor och en brandstation. Orten hade 100 invånare år 1961.